# 成田離婚

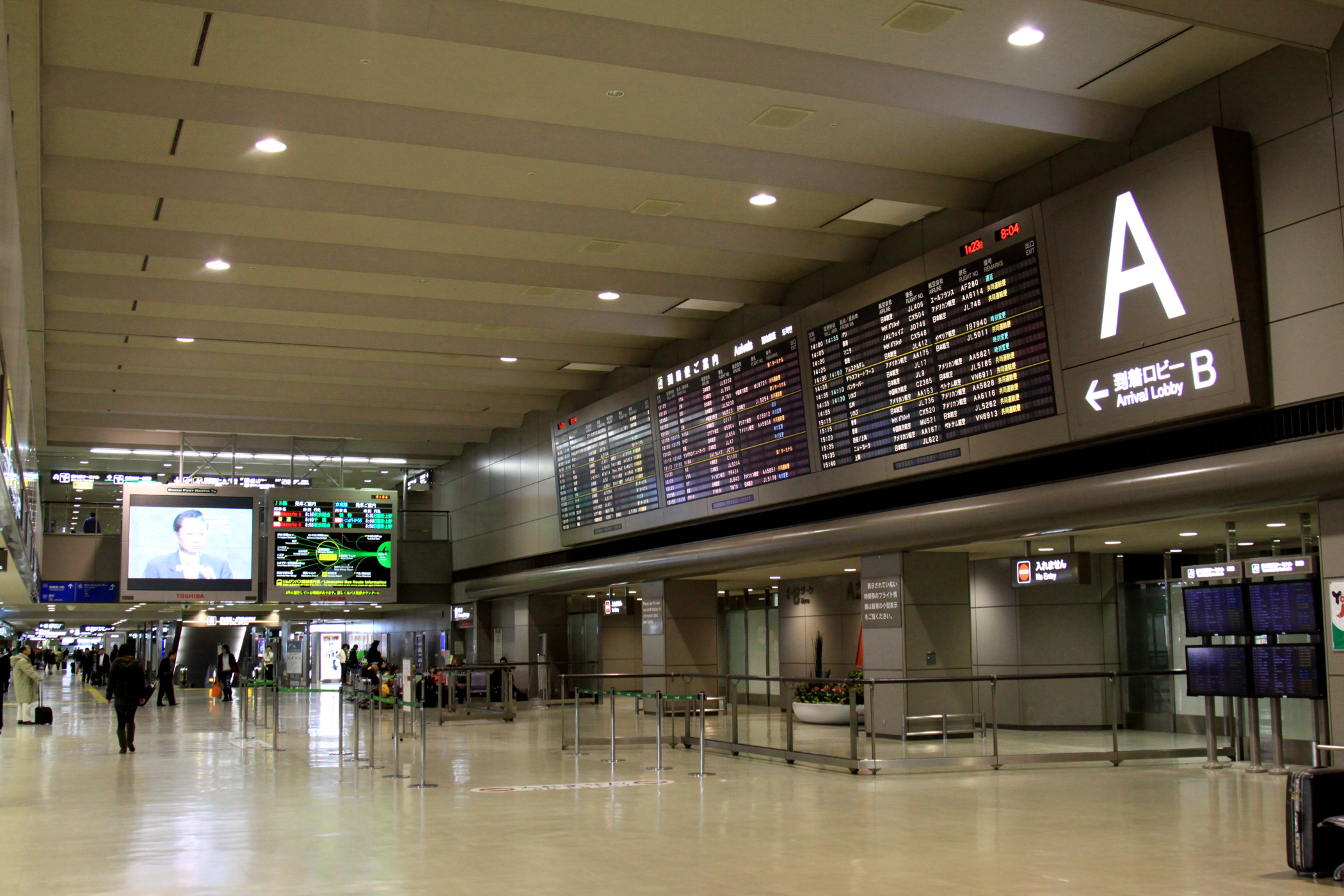
成田机场第二航站楼到达层

成田离婚（日语：／ Narita Rikon，中文语境下有时也称“成田分手”）是1990年代后期日本出现的一个新词，指结婚后不久的男女在蜜月旅行结束后即离婚的现象，属于“闪离”（即“闪电离婚”）的一种。

## 语源
成田国际机场是日本最主要的国际机场之一，而日本的新婚夫妻多偏好出国度蜜月，成田机场也成为新婚夫妇蜜月旅行的必经之地。而在蜜月旅行中，新婚夫妇因一些琐碎事项导致双方生活习惯中的缺点暴露，引发不和，最终在抵达成田机场后提出离婚的现象即“成田离婚”。这一现象在关西地区也称“关空离婚”。
“成田离婚”现象的可能原因之一是未婚女性出国旅行的经验一般更丰富，而男性的海外旅行相对较少，因此新婚夫妇蜜月旅行期间，在生活习惯方面并不容易达成一致，从而发生口角，最后提出离婚。

## 引发因素
引发成田离婚现象的因素一般是旅行中的纠纷，有些只出现于出国旅行中，有些则在国内旅行中就很常见。
出国旅行时特有的纠纷
- 因遗忘护照和签证发生争吵
- 因不会说或不理解外语发生争吵

国内旅行中也会发生的纠纷
- 误机引发的争吵
- 行李丢失引发的争吵
- 选择旅行目的地时的争吵
- 夫妻其中一方在旅行中酗酒
- 两人初次独处后发现对方的缺点

此外，旅行中一方更偏重购物等事项也是引发成田离婚现象的因素。